# Georges Jeanty
 (février 2024).
 (février 2024).
Si vous disposez d'ouvrages ou d'articles de référence ou si vous connaissez des sites web de qualité traitant du thème abordé ici, merci de compléter l'article en donnant les références utiles à sa vérifiabilité et en les liant à la section « Notes et références ».
Pour les articles homonymes, voir Jeanty.
Georges Jeanty, né en 1977 à Brooklyn, est un dessinateur américain de comics book.
Il est principalement connu pour ses collaborations au comic de Buffy contre les vampires.

## Biographie
Georges Jeanty est né à Brooklyn, New York, et a grandi à Miami Beach, en Floride. Il est l'ainé d'une fratrie de quatre enfants. Il a fréquenté le Miami-Dade College et songé à devenir acteur, avant de décider d'utiliser ses talents artistiques comme illustrateur. Il cite comme inspiration John Byrne, Michael Golden, Alan Davis, Milo Manara et Jean Giraud.

## Publications
- (en) Michael Taylor, Everette Benard Hartsoe et Georges Jeanty, Poizon : Lost Child, EH Productions - London Night, 1995
- (en) Nightwing, DC Comics, 1996
- (en) Tommi Gunn, London Night, 1997
- (en) The Authority, 1999
- (en) Marvel Knights Millennial Visions, 2002
- (en) Legion of Super-Heroes, 2005
- (en) Serenity: Firefly Class 03-K64 - Leaves on the Wind, 2014[2]
- Georges Jeanty et Joss Whedon, Buffy contre les vampires, Saison huit, Dark Horse Comics[2]
- (en) Weapon X[3]
- (en) Bishop: The Last X-Man[3]
- (en) Gambit, Marvel Comics[3]
- (en) Deadpool[3]
- (en) All-New Official Handbook of the Marvel Universe A-Z
- (en) Gambit & Bishop : Sons of the Atom
- (en) Green Lantern : Secret Files[3]
- (en) Evil Ernie : Baddest Battles
- (en) Superman : Man of Tomorrow[3]
- (en) Superman : Sacrifice[3]
- (en) Arizona, London Night Studios
- (en) X-Men
- (en) X-Men : Messiah Complex - Mutant Files
- (en) Faces Of Evil : Deathstroke, DC Comics
- (en) The American Way, Wildstorm
- (en) Lady Justice, Tekno Comix
- (en) GLX-Mas Special, Marvel
- (en) New X-Men: Academy X : Yearbook Special
- (en) Wolverine
- (en) Wonder Woman[3]

### Illustrations de couverture
- (en) Nightwing, 1996
- (en) Deadpool, 1997
- (en) Pandora : Demonography, 1997
- (en) Arizona : A Simple Horror, 1998
- (en) Green Lantern 3-D, 1998
- (en) Bishop : The Last X-Man, 1999
- Vampi, 2000
- (en) Exiles, 2001
- (en) Gambit, 2004
- (en) The American Way, 2006[3]
- Buffy contre les vampires, Saison huit, 2007[2]
- (en) Painkiller Jane, 2007

## Prix et récompenses
- 2008 : Prix Eisner de la meilleure nouvelle série pour Buffy contre les vampires, Saison huit (avec Andy Owens, Joss Whedon et Brian K. Vaughan)
- 2009 : GLAAD Media Awards, 20th Annual Outstanding Comic Book, Buffy contre les vampires, Saison huit “Wolves at the Gate” (Dark Horse)[1]